# Regno di Francia
Il Regno di Francia è il nome storiografico dato a diverse entità politiche della Francia, dal Medioevo all'epoca moderna. Secondo gli storici, la data del primo Regno di Francia è associabile a uno di questi tre eventi: l'avvento di Clodoveo I nel 481, la divisione dell'Impero carolingio nell'843 e l'elezione di Ugo Capeto nel 987. Il regno dura quindi ininterrottamente fino al 1792, poi è brevemente ristabilito dal 1814 al 1848.

## Elenco deiRegni di Francia

Bandiera del Regno di Francia, disegnata alla fine del XIX secolo

Il termine Regno di Francia può dunque fare riferimento a diverse fasi della monarchia nel corso della storia francese. A seconda di un'accezione più o meno larga o restrittiva, storiograficamente il Regno di Francia può essere ricompreso nei seguenti periodi: 
- dal 481 al 1870 (escludendo solamente i due periodi repubblicani e comprendendo i due periodi imperiali, in quanto l'impero è – come il regno – una forma di monarchia e l'imperatore è  – come il re – un monarca);
- dal 481 al 1848 (escludendo i periodi repubblicani e imperiali);
- dal 843 al 1848 (escludendo il Regno dei Franchi e i periodi repubblicani e imperiali);
- dal 987 al 1848 (escludendo i periodi repubblicani e imperiali e comprendendo solamente il regno sotto la dinastia dei Capetingi);
- dal 987 al 1792 (comprendendo solamente il regno sotto la dinastia dei Capetingi senza discontinuità).
- dal 987 al 1791 (comprendendo solamente il regno sotto la dinastia dei Capetingi senza discontinuità ed escludendo la monarchia costituzionale).

Generalmente con la locuzione "Regno di Francia" si fa riferimento al periodo 987-1791, anche in considerazione del fatto che i regni precedenti e successivi sono denominati – in storiografia – con un nome differente: "Regno dei Franchi", "Regno dei Franchi occidentali", "Monarchia costituzionale", "Resturazione borbonica" e "Monarchia di luglio".
L'Ancien Régime è un periodo che va dal 1589 (incoronazione di Enrico IV) al 1789 (abolizione dei privilegi feudali); l'inizio dell'Ancien Régime è volte anticipato al 1515 (incoronazione di Francesco I) o posticipato al 1661 (quando dopo la morte di Mazzarino, Luigi XIV prende realmente il potere: L'État, c'est moi!).
| Bandiera                                                                             | Nome                                                                                                  | Date      | Titolo | Dinastia                       |
| ------------------------------------------------------------------------------------ | --- | --------- | --- | ------------------------------ |
| Repubblica romana, Impero romano e Impero romano d'Occidente (50 a.C.-476)           | |           | |                                |
|                                                                                      | Regno dei Franchi (LA) Regnum Francorum (FR) Royaume des Francs                                       | 481-751   | Re dei Franchi (LA) Rex Francorum (FR) Roi des Francs | Merovingi                      |
|                                                                                      | Regno dei Franchi (LA) Regnum Francorum (FR) Royaume des Francs                                       | 751-800   | Re dei Franchi (LA) Rex Francorum (FR) Roi des Francs | Carolingi                      |
|                                                                                      | Impero carolingio (LA) Imperium Romanorum Occidentalium (FR) Empire Romain d'Occident                 | 800-843   | Re dei Franchi (LA) Rex Francorum (FR) Roi des Francs Imperatore dei Romani d'Occidente (LA) Romanorum Occidentalium Imperator (FR) Empereur des Romains d'Occident | Carolingi                      |
|                                                                                      | Regno dei Franchi Occidentali (LA) Regnum Francorum occidentalium (FR) Royaume des Francs occidentaux | 843-987   | Re dei Franchi (LA) Rex Francorum (FR) Roi des Francs | Carolingi                      |
|                                                                                      | Regno di Francia (LA) Regnum Franciæ (FR) Royaume de Francie                                          | 987-1328  | Re dei Franchi (LA) Rex Francorum (FR) Roi des Francs Re di Francia (LA) Rex Franciæ (FR) Roi de France                                                             | Capetingi diretti              |
|                                                                                      | Regno di Francia (LA) Regnum Franciæ (FR) Royaume de Francie                                          | 1328-1589 | Re di Francia (FR) Roi de France | Valois (Capetingi)             |
|                                                                                      | Regno di Francia (FR) Royaume de France (Ancien Régime)                                               | 1589-1791 | Re di Francia e di Navarra (FR) Roi de France et de Navarre | Borbone di Francia (Capetingi) |
|                                                                                      | Regno di Francia (FR) Royaume de France – Monarchie constitutionnelle                                 | 1791-1792 | Re dei Francesi (FR) Roi des Français | Borbone di Francia (Capetingi) |
| Prima Repubblica francese (1792-1804) Convenzione nazionale – Direttorio – Consolato | |           | |                                |
| Primo Impero francese (1804-1814)                                                    | |           | |                                |
|                                                                                      | Regno di Francia (FR) Royaume de France – Première Restauration bourbonienne                          | 1814-1815 | Re di Francia e di Navarra (FR) Roi de France et de Navarre | Borbone di Francia (Capetingi) |
| Primo Impero francese – Cento giorni (1815)                                          | |           | |                                |
|                                                                                      | Regno di Francia (FR) Royaume de France – Seconde Restauration bourbonienne                           | 1815-1830 | Re di Francia e di Navarra (FR) Roi de France et de Navarre | Borbone di Francia (Capetingi) |
|                                                                                      | Regno di Francia (FR) Royaume de France – Monarchie de Juillet                                        | 1830-1848 | Re dei Francesi (FR) Roi des Français | Borbone-Orléans (Capetingi)    |
| Seconda Repubblica francese (1848-1852)                                              | |           | |                                |
| Secondo Impero francese (1852-1870)                                                  | |           | |                                |
| Terza Repubblica francese (1870-1871)                                                | |           | |                                |
| Comune di Parigi (1871)                                                              | |           | |                                |
| Terza Repubblica francese (1871-1940)                                                | |           | |                                |
| Governo di Vichy (1940-1944) / France libre (1940-1944)                              | |           | |                                |
| Governo provvisorio della Repubblica francese (1944-1946)                            | |           | |                                |
| Quarta Repubblica francese (1946-1958)                                               | |           | |                                |
| Quinta Repubblica francese (1958-presente)                                           | |           | |                                |
| Bandiera                                                                             | Nome                                                                                                  | Date      | Titolo | Dinastia                       |

## Galleria d'immagini

### Estensione territoriale

I regni franchi nel 511
L'impero dei franchi dal 481 al 814
L'Impero carolingio diviso dal Trattato di Verdun (843)
Espansione dei Franchi (481-870)
La Francia nel 987
La Francia nel 1030
La Francia nel 1180
La Francia nel 1477
La Francia dal 1643 al 1715
La Francia dal 1552 al 1798
Gli 83 dipartimenti francesi nel 1790
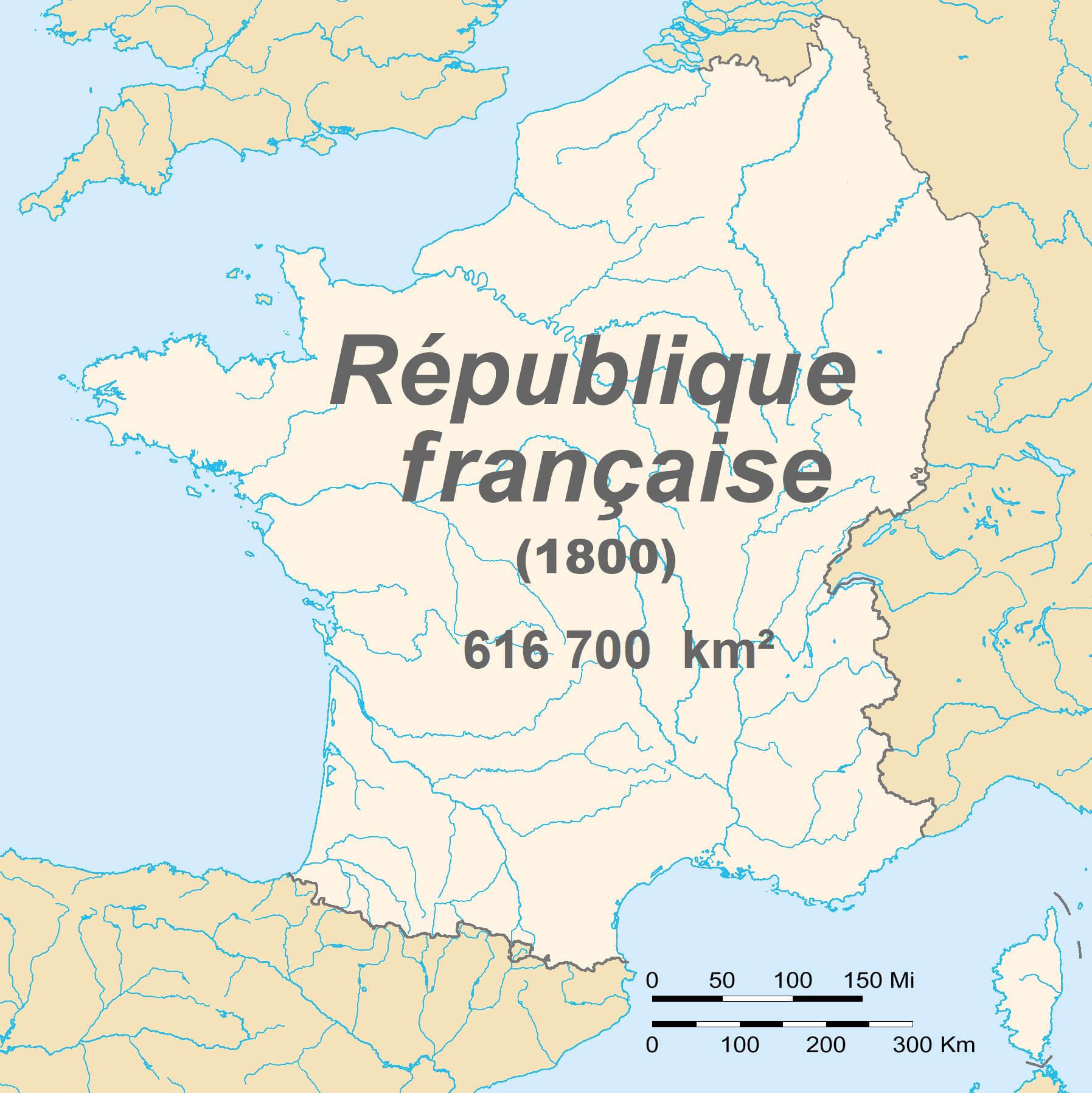
La Francia nel 1800
Gli 86 dipartimenti francesi nel 1848[4]
Formazione territoriale della Francia (985-1947)

### Bandiere

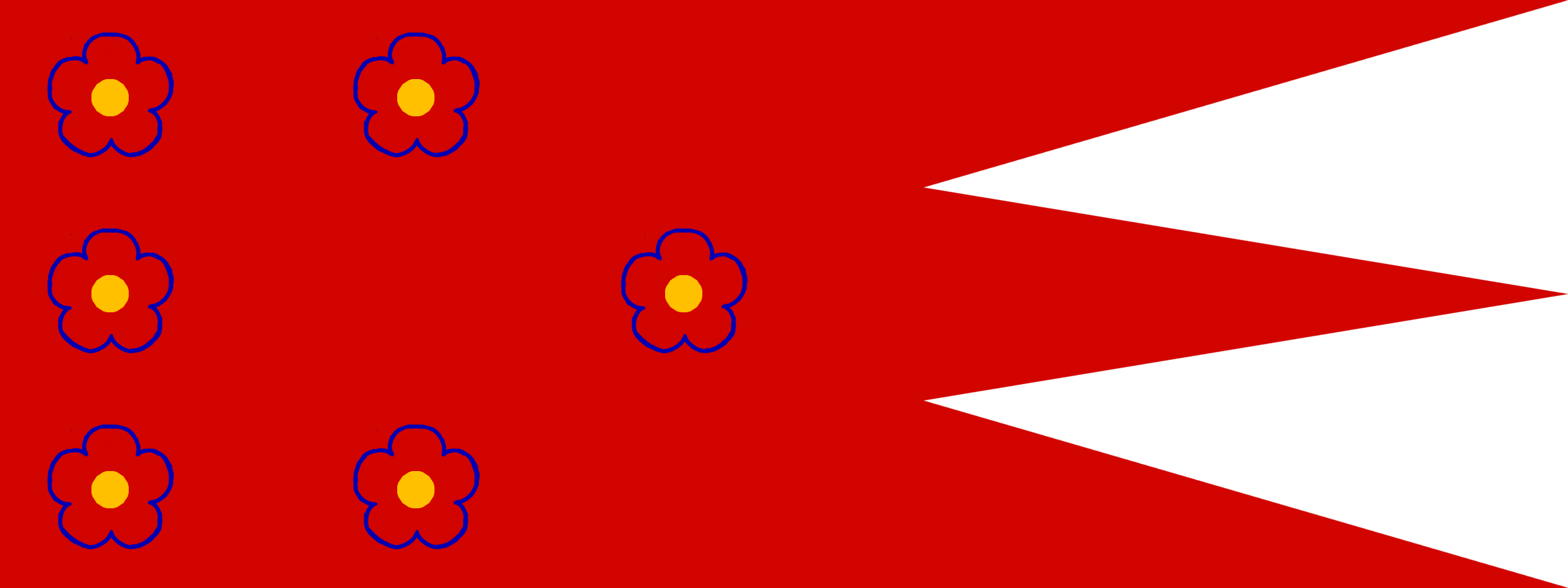
Bandiera Orifiamma dei Franchi Carolingi
Bandiera blu gigliata dei Capetingi (linea primogenita)
Bandiera blu gigliata medievale ripresa dai Capetingi-Valois, utilizzata sotto Carlo V
Bandiera blu gigliata (altra versione)
Bandiera di San Michele, usata durante  il periodo medievale, e nella guerra dei cent'anni
Orifiamma reale di Saint-Denis
Bandiera bianca gigliata e stendardo reale dei Capetingi-Borbone, Ancien Régime (Regno di Francia e Navarra).
Stendardo personale di Luigi XIV
Bandiera bianca sotto l'Ancien Régime e la Restaurazione (in assenza del re)
Bandiera navale (Ancien Régime) e Restaurazione (in assenza del re o dei principi)
Bandiera tricolore del Regno di Francia tra il 1790 e il 1792
Bandiera del Regno di Francia e Navarra durante la Restaurazione
Stendardo reale con i gigli durante la Restaurazione (in presenza del re), e bandiera reale navale
Tipologia di bandiera bianca, usata da Carlo X nel 1825 per l'entrata a Parigi dopo l'incoronazione ufficiale a Reims
Altra versione della bandiera dell'incoronazione di Carlo X
Bandiera tricolore del Regno di Francia sotto la Monarchia di Luglio (1830-1848)
Bandiera proposta nel 1871 per la terza Restaurazione borbonica, non avvenuta per il rifiuto di Enrico d'Artois (mai utilizzata)